# 井沢義明
井沢 義明（井澤 義明、いざわ よしあき、1947年5月27日 - 2014年7月1日）は、北海道出身の元ラグビー選手。

## 来歴
函館北高校2年のときに、野球から転向する形でラグビーを始めた。当初はウィング(WTB)のポジションだったが、早稲田大学2年の時にフランカー(FL)(FL・6番）に転向し、レギュラーの座を掴んだ。そして3年時となる1968年、日本代表に選出され、さらに当時の監督・大西鐡之祐は、同年6月3日にニュージーランドのウェリントンで行われたオールブラックス・ジュニア戦に、ノンキャップだった井沢をいきなりスタメン起用した。結果は、23－19で日本が歴史的勝利を飾ったが、唯一の学生選手が井沢であった。
その後、1969年度の早大主将を務めた後、リコーへと進み、『和製オールブラックス』と称された同チーム黄金時代の一翼を担った。日本代表通算獲得キャップ数は24。